# Damernas dubbelsculler i rodd vid olympiska sommarspelen 2000
Damernas dubbelsculler i rodd vid olympiska sommarspelen 2000 avgjordes mellan den 17 och 23 september 2000.

## Medaljörer
| Gren          | Guld                                | Silver                                    | Brons                                            |
| Dubbelsculler | Jana Thieme och Kathrin Boron (GER) | Pieta van Dishoeck och Eeke van Nes (NED) | Birutė Šakickienė och Kristina Poplavskaja (LTU) |

## Resultat

### Heat

#### Heat 1
| Placering | Roddare                          | Land           | Tid     | Noteringar |
| --------- | -------------------------------- | -------------- | ------- | ---------- |
| 1         | Kathrin Boron Jana Thieme        | Tyskland       | 7:04,74 | Q          |
| 2         | Pieta van Dishoeck Eeke van Nes  | Nederländerna  | 7:10,55 | R          |
| 3         | Ruth Davidon Carol Skricki       | USA            | 7:15,48 | R          |
| 4         | Marina Hatzakis Bronwyn Roye     | Australien     | 7:18,40 | R          |
| 5         | Frances Houghton Sarah Winckless | Storbritannien | 7:24,07 | R          |

#### Heat 2
| Placering | Roddare                                          | Land      | Tid     | Noteringar |
| --------- | ------------------------------------------------ | --------- | ------- | ---------- |
| 1         | Veronica Cogeanu-Cochelea Elisabeta Oleniuc-Lipă | Rumänien  | 7:08,70 | Q          |
| 2         | Kristina Poplavskaja Birutė Šakickienė           | Litauen   | 7:13,04 | R          |
| 3         | Gaëlle Buniet Céline Garcia                      | Frankrike | 7:15,39 | R          |
| 4         | Carolina Lüthi Bernadette Wicki                  | Schweiz   | 7:16,94 | R          |
| 5         | Liu Lin Sun Guangxia                             | Kina      | 7:33,17 | R          |

### Återkval

#### Återkval 1
| Placering | Roddare                         | Land          | Tid     | Noteringar |
| --------- | ------------------------------- | ------------- | ------- | ---------- |
| 1         | Pieta van Dishoeck Eeke van Nes | Nederländerna | 7:08,98 | A          |
| 2         | Marina Hatzakis Bronwyn Roye    | Australien    | 7:10,09 | A          |
| 3         | Gaëlle Buniet Céline Garcia     | Frankrike     | 7:10,98 | B          |
| 4         | Liu Lin Sun Guangxia            | Kina          | 7:32,36 | B          |

#### Återkval 2
| Placering | Roddare                                | Land           | Tid     | Noteringar |
| --------- | -------------------------------------- | -------------- | ------- | ---------- |
| 1         | Kristina Poplavskaja Birutė Šakickienė | Litauen        | 7:08,18 | A          |
| 2         | Ruth Davidon Carol Skricki             | USA            | 7:08,99 | A          |
| 3         | Frances Houghton Sarah Winckless       | Storbritannien | 7:14,03 | B          |
| 4         | Carolina Lüthi Bernadette Wicki        | Schweiz        | 7:15,09 | B          |

### Finaler

#### Final B
| Placering | Roddare                          | Land           | Tid     | Noteringar |
| --------- | -------------------------------- | -------------- | ------- | ---------- |
| 1         | Carolina Lüthi Bernadette Wicki  | Schweiz        | 7:02,82 |            |
| 2         | Gaëlle Buniet Céline Garcia      | Frankrike      | 7:04,73 |            |
| 3         | Frances Houghton Sarah Winckless | Storbritannien | 7:07,62 |            |
| 4         | Liu Lin Sun Guangxia             | Kina           | 7:23,74 |            |

#### Final A
| Placering | Roddare                                          | Land          | Tid     | Noteringar |
| --------- | ------------------------------------------------ | ------------- | ------- | ---------- |
| 1         | Kathrin Boron Jana Thieme                        | Tyskland      | 6:55,44 |            |
| 2         | Pieta van Dishoeck Eeke van Nes                  | Nederländerna | 7:00,36 |            |
| 3         | Kristina Poplavskaja Birutė Šakickienė           | Litauen       | 7:01,71 |            |
| 4         | Ruth Davidon Carol Skricki                       | USA           | 7:02,61 |            |
| 5         | Veronica Cogeanu-Cochelea Elisabeta Oleniuc-Lipă | Rumänien      | 7:05,05 |            |
| 6         | Marina Hatzakis Bronwyn Roye                     | Australien    | 7:05,35 |            |